# 2021–2022-es magyar futsalkupa
A 2021–2022-es magyar futsalkupa  a sorozat 16. kiírása, a címvédő pedig a Balaton Bútor FC Veszprém volt.
A kupába minden sportszervezet benevezhet, aki elfogadja és teljesíti a nevezési feltételeket, kivéve azokat a sportszervezeteket, akik Férfi Futsal NB I-es vagy Férfi Futsal NB II-es sportszervezettel szerződést kötnek kötelező utánpótlás csapat biztosítása érdekében. A Futsal NB I-ben és a Futsal NB II-ben szereplő sportszervezetek részvétele kötelező.

## 1. forduló
A párharcok egy mérkőzésen dőltek el, és döntetlen esetén az alacsonyabb osztályú csapat jutott tovább. Ha két azonos osztálybéli találkozott, akkor hosszabbítás, majd büntetők következtek.A játéknap 2021.november 17. 
|                         |                   | eredmény |
| ----------------------- | ----------------- | -------- |
| Kőszegi Lóránt FC       | Dunakeszi Kinizsi |          |
| Szigetszentmiklós       | Sárvári Futsal    |          |
| Dunaferr DUE Dutrade FC | Nagykanizsa       |          |
| Magyar Futsal Akadémia  | ELTE-BEAC         |          |
| Encsi Vikingek          | Csenger Futsal    |          |
| Rubeola FC              | DAFC Szeged       |          |
| Nyíregyháza Futsal      | Bodon Péter FC    | 3-0      |
| UTE                     | BAK               |          |
| Lurkó Focimánia         | Recsk FC          |          |
| Kincsem Futsal          | MAFC Miskolc      |          |